# Пашена Балка
Пашена Балка (укр. Пашена Балка) — село на территории Николаевской сельской общины Днепровского района Днепропетровской области Украины.
Код КОАТУУ — 1221482006. Население по переписи 2001 года составляло 378 человек.

## Географическое положение
Село Пашена Балка находится на расстоянии в 2,5 км от села Николаевка.
По селу протекает пересыхающий ручей с запрудой.
Рядом проходит автомобильная дорога Т-0421.